# Avenida Professor Francisco Morato
A Avenida Professor Francisco Morato é uma importante via da cidade de São Paulo. Tem grande importância pois liga a Marginal Pinheiros às Rodovias Régis Bittencourt e Raposo Tavares, além de ser uma das rotas para se chegar ao Estádio do Morumbi (via Avenida Jorge João Saad) e ao distrito do Campo Limpo. É também a principal via de ligação da cidade de São Paulo com o município de Taboão da Serra.
A avenida tem uma extensão aproximada de 6.500 metros. Nos seus três quilômetros iniciais, a avenida serve como divisa entre os distritos do Butantã, ao norte, e do Morumbi, ao sul. Já nos seus três quilômetros finais, a avenida atravessa o distrito da Vila Sônia.
Nesta avenida circulam por dia muitas linhas de ônibus municipais e intermunicipais no Corredor Campo Limpo-Rebouças-Centro, inaugurado pela gestão Marta Suplicy. A via também é atendida pela Linha 4-Amarela do Metrô, operada pela ViaQuatro, com duas estações: São Paulo-Morumbi, que fica na confluência com as avenidas Jorge João Saad e Deputado Jacob Salvador Zveibil, inaugurada em 27 de outubro de 2018, e Vila Sônia, atual terminal da linha, inaugurada em 17 de dezembro de 2021. Futuramente, irá receber mais uma estação, Chácara do Jockey, também da Linha 4-Amarela, cujas obras possuem previsão de início para dezembro de 2024, enquanto a abertura, inicialmente, está programada para o primeiro semestre de 2028.
Na avenida também está localizado o Parque Chácara do Jockey, o qual batizou o nome da futura estação de metrô supracitada. Ele foi inaugurado em 2016 e encontra-se em um antigo terreno que pertencia ao Jockey Club de São Paulo.
A avenida inicia-se na Praça Jorge de Lima e termina na Avenida Jorge Amado, na divisa com o município de Taboão da Serra.
Seu nome é uma homenagem ao jurista e político brasileiro Francisco Antônio de Almeida Morato.